# مونتيبيلو (كاليفورنيا)
مونتيبيلو (بالإنجليزية: Montebello)‏ هي إحدى مدن مقاطعة لوس أنجليس، كاليفورنيا. تم إعطاءها لقب مدينة في 16 أكتوبر، 1920.

## التركيبة السكانية
حدّد مكتب تعداد الولايات المتحدة بيانات التركيبة السكانية لمونتيبيلو في تعداد الولايات المتحدة. في ما يلي، التركيبة السكانية حسب تعدادي 2000 و2010.

### تعداد عام 2000
بلغ عدد سكان مونتيبيلو 62,150 نسمة بحسب تعداد عام 2000، وبلغ عدد الأسر 18,844 أسرة وعدد العائلات 14,865 عائلة مقيمة في المدينة. في حين سجلت الكثافة السكانية 2,866.7 نسمة لكل كيلومتر مربع (7,424.7/ميل2). وبلغ عدد الوحدات السكنية 19,416 وحدة بمتوسط كثافة قدره 895.6 لكل كيلومتر مربع (2,319.6/ميل2).
وتوزع التركيب العرقي للمدينة بنسبة 46.82% من البيض و0.90% من الأمريكيين الأفارقة و1.23% من الأمريكيين الأصليين و11.64% من الأمريكيين ذوي الأصول الآسيوية و0.08% من سكان جزر المحيط الهادئ و33.85% من الأعراق الأخرى و5.48% من عرقين مختلطين أو أكثر و74.57% من الهسبانيون أو اللاتينيون من أي عرق.
بلغ عدد الأسر 18,844 أسرة كانت نسبة 46.5% منها لديها أطفال تحت سن الثامنة عشر تعيش معهم، وبلغت نسبة الأزواج القاطنين مع بعضهم البعض 51.5% من أصل المجموع الكلي للأسر، ونسبة 20.1% من الأسر كان لديها معيلات من الإناث دون وجود شريك،  بينما كانت نسبة 7.3% من الأسر لديها معيلون من الذكور دون وجود شريكة وكانت نسبة 21.1% من غير العائلات. تألفت نسبة 17.1% من أصل جميع الأسر من عدة أفراد يعيشون في نفس المنزل ونسبة 8% كانت تتألف من شخص يعيش بمفرده يبلغ من العمر 65 عاماً أو أكثر. وبلغ متوسط حجم الأسرة المعيشية 3.28، أما متوسط حجم العائلات فبلغ 3.67.
بلغ العمر الوسطي للسكان 31.4 عاماً. وكانت نسبة 28.6% من القاطنين تحت سن الثامنة عشر، وكانت نسبة 10.4% بين الثامنة عشر والرابعة والعشرين عاماً، ونسبة 30.3% كانت واقعةً في الفئة العمرية ما بين الخامسة والعشرين والرابعة والأربعين عاماً، ونسبة 18.2% كانت ما بين الخامسة والأربعين والرابعة والستين، ونسبة 12.1% كانت ضمن فئة الخامسة والستين عاماً فما فوق. يوجد لكل 100 أنثى 92.7 ذكر، ويوجد لكل 100 أنثى في الثامنة عشر من عمرها فما فوق 88.7 ذكر.
بلغ متوسط دخل الأسرة في المدينة 38,805 دولارًا، أما متوسط دخل العائلة فبلغ 41,257 دولارًا. وكان متوسط دخل الذكور 30,423 دولارًا مقابل 26,590 دولارًا للإناث. وسجل دخل الفرد الخاص بالمدينة 15,125 دولارًا. وكانت نسبة 14.2% من العائلات ونسبة 17% من السكان تحت خط الفقر، وكان من هؤلاء نسبة 24.9% تحت سن الثامنة عشر ونسبة 10.7% في الخامسة والستين من العمر وما فوق.

### تعداد عام 2010
بلغ عدد سكان مونتيبيلو 62,500 نسمة بحسب تعداد عام 2010، وبلغ عدد الأسر 19,012 أسرة وعدد العائلات 14,770 عائلة مقيمة في المدينة. في حين سجلت الكثافة السكانية 2,882.8 نسمة لكل كيلومتر مربع (7,466.4/ميل2). وبلغ عدد الوحدات السكنية 19,768 وحدة بمتوسط كثافة قدره 911.8 لكل كيلومتر مربع (2,361.6/ميل2).
وتوزع التركيب العرقي للمدينة بنسبة 53.81% من البيض و0.91% من الأمريكيين الأفارقة و1.01% من الأمريكيين الأصليين و10.96% من الأمريكيين ذوي الأصول الآسيوية و0.09% من سكان جزر المحيط الهادئ و29.49% من الأعراق الأخرى و3.72% من عرقين مختلطين أو أكثر و79.32% من الهسبانيون أو اللاتينيون من أي عرق.
بلغ عدد الأسر 19,012 أسرة كانت نسبة 43% منها لديها أطفال تحت سن الثامنة عشر تعيش معهم، وبلغت نسبة الأزواج القاطنين مع بعضهم البعض 47.8% من أصل المجموع الكلي للأسر، ونسبة 21.2% من الأسر كان لديها معيلات من الإناث دون وجود شريك،  بينما كانت نسبة 8.7% من الأسر لديها معيلون من الذكور دون وجود شريكة وكانت نسبة 22.3% من غير العائلات. تألفت نسبة 17.6% من أصل جميع الأسر من عدة أفراد يعيشون في نفس المنزل ونسبة 8.6% كانت تتألف من شخص يعيش بمفرده يبلغ من العمر 65 عاماً أو أكثر. وبلغ متوسط حجم الأسرة المعيشية 3.27، أما متوسط حجم العائلات فبلغ 3.67.
بلغ العمر الوسطي للسكان 34.7 عاماً. وكانت نسبة 25.8% من القاطنين تحت سن الثامنة عشر، وكانت نسبة 10.3% بين الثامنة عشر والرابعة والعشرين عاماً، ونسبة 28.1% كانت واقعةً في الفئة العمرية ما بين الخامسة والعشرين والرابعة والأربعين عاماً، ونسبة 22.2% كانت ما بين الخامسة والأربعين والرابعة والستين، ونسبة 13.6% كانت ضمن فئة الخامسة والستين عاماً فما فوق. وتوزع التركيب الجنسي للسكان بنسبة 48.3% ذكور و51.7% إناث.

## المناخ
يظهر الجدول التالي التغييرات المناخية على مدار السنة لمونتيبيلو:
| البيانات المناخية لـمونتيبيلو                             | البيانات المناخية لـمونتيبيلو | البيانات المناخية لـمونتيبيلو | البيانات المناخية لـمونتيبيلو | البيانات المناخية لـمونتيبيلو | البيانات المناخية لـمونتيبيلو | البيانات المناخية لـمونتيبيلو | البيانات المناخية لـمونتيبيلو | البيانات المناخية لـمونتيبيلو | البيانات المناخية لـمونتيبيلو | البيانات المناخية لـمونتيبيلو | البيانات المناخية لـمونتيبيلو | البيانات المناخية لـمونتيبيلو | البيانات المناخية لـمونتيبيلو |
| الشهر                                                     | يناير                         | فبراير                        | مارس                          | أبريل                         | مايو                          | يونيو                         | يوليو                         | أغسطس                         | سبتمبر                        | أكتوبر                        | نوفمبر                        | ديسمبر                        | المعدل السنوي                 |
| --------------------------------------------------------- | ----------------------------- | ----------------------------- | ----------------------------- | ----------------------------- | ----------------------------- | ----------------------------- | ----------------------------- | ----------------------------- | ----------------------------- | ----------------------------- | ----------------------------- | ----------------------------- | ----------------------------- |
| الدرجة القصوى °ف (°م)                                     | 91 (33)                       | 95 (35)                       | 100 (38)                      | 104 (40)                      | 105 (41)                      | 108 (42)                      | 108 (42)                      | 106 (41)                      | 113 (45)                      | 106 (41)                      | 100 (38)                      | 88 (31)                       | 113 (45)                      |
| متوسط درجة الحرارة الكبرى °ف (°م)                         | 69.7 (20.9)                   | 71.3 (21.8)                   | 72.6 (22.6)                   | 77.4 (25.2)                   | 79.2 (26.2)                   | 84.2 (29.0)                   | 88.9 (31.6)                   | 89.4 (31.9)                   | 87.5 (30.8)                   | 82.2 (27.9)                   | 75.2 (24.0)                   | 70.7 (21.5)                   | 79.0 (26.1)                   |
| متوسط درجة الحرارة الصغرى °ف (°م)                         | 47.9 (8.8)                    | 48.7 (9.3)                    | 50.5 (10.3)                   | 53.1 (11.7)                   | 56.9 (13.8)                   | 60.9 (16.1)                   | 64.3 (17.9)                   | 65.4 (18.6)                   | 63.8 (17.7)                   | 58.4 (14.7)                   | 52.0 (11.1)                   | 47.3 (8.5)                    | 55.8 (13.2)                   |
| أدنى درجة حرارة °ف (°م)                                   | 30 (−1)                       | 29 (−2)                       | 33 (1)                        | 39 (4)                        | 30 (−1)                       | 30 (−1)                       | 38 (3)                        | 44 (7)                        | 50 (10)                       | 44 (7)                        | 37 (3)                        | 30 (−1)                       | 29 (−2)                       |
| الهطول إنش (مم)                                           | 3.53 (90)                     | 3.60 (91)                     | 2.94 (75)                     | 0.90 (23)                     | 0.23 (5.8)                    | 0.06 (1.5)                    | 0.01 (0.25)                   | 0.02 (0.51)                   | 0.17 (4.3)                    | 0.31 (7.9)                    | 1.00 (25)                     | 1.67 (42)                     | 14.44 (367)                   |
| المصدر: http://www.wrcc.dri.edu/cgi-bin/cliMAIN.pl?ca5790 |                               |                               |                               |                               |                               |                               |                               |                               |                               |                               |                               |                               |                               |

## أعلام
- جيفري لي بيرس
- فرد برادلي
- جاي هيرنانديز
- ديبورا فورمان
- جاك راسيل
- جوديث إيفانز